# Restefond
Pour les articles homonymes, voir Restefond (homonymie).
Le Restefond est un petit sommet de France situé dans les Alpes, dans le massif du Mercantour, au-dessus de la vallée de l'Ubaye et à proximité du col de la Bonette, l'un des plus hauts cols routiers de France. À son sommet qui s'élève à 2 794 mètres d'altitude se trouve une croix sommitale.